# Capensibufo magistratus
Espèce
Statut de conservation UICN

 DD  : Données insuffisantes
Synonymes
- Capensibufo sp. 1 AC-2016 (préféré par NCBI)[2]

Capensibufo magistratus est une espèce d'amphibiens de la famille des Bufonidae.

## Répartition
Cette espèce est endémique du Cap-Occidental en Afrique du Sud.

## Nom vernaculaire
Capensibufo magistratus a pour nom vernaculaire anglais Landdroskop Mountain Toadlet.

## Étymologie
Son nom spécifique, magistratus, ainsi que son nom vernaculaire anglais font référence à sa localité type située sur le mont Landdroskop (nom en afrikaans signifiant magistrat).

## Publication originale
- (en) A. Channing, G. J. Measey, A. L. De Villiers, Andrew A. Turner et K. A. Tolley, « Taxonomy of the Capensibufo rosei group (Anura: Bufonidae) from South Africa », Zootaxa, Magnolia Press (d), vol. 4232, no 2,‎ 15 février 2017, p. 282–292 (ISSN 1175-5334 et 1175-5326, OCLC 49030618, PMID 28264398, DOI 10.11646/ZOOTAXA.4232.2.11, lire en ligne).